# Cyclosa psylla
Cyclosa psylla là một loài nhện trong họ Araneidae.
Loài này thuộc chi Cyclosa. Cyclosa psylla được Tord Tamerlan Teodor Thorell miêu tả năm 1887.